# تراث شعبي ملاوي
التراث الشعبي الملاوي سلسلة من المعارف والتقاليد والمحرمات التي توارثتها الأجيال في أشكال شفهية ومكتوبة ورمزية، بين الشعوب الأصليبة في جنوب شرق آسيا البحري. يحتوي التراث الشعبي الملاوي مواضيع وأمورًا متعلقة بالمعارف الأهلية للملاويين الأصليين والمجموعات العرقية الأخرى في المنطقة.
تظهر في قصص هذا النظام المعرفي كيانات خارقة للطبيعة ومخلوقات سحرية تشكل أجزاءً من الأساطير الملاوية. تتعلق قصص أخرى بأساطير الخلق وقصص تسمية الأماكن، ولطالما تداخلت بالشخصيات والأحداث التاريخية. ويحوي التراث الشعبي الملاوي أيضًا طقوسًا قديمًا للشفاء وطبًّا تقليديًّا وفلسفات معقدة في شأن الصحة والمرض.

## التقليد الشفهي
تُتوارث الأشكال الشفهية لهذه المعارف التقليدية في أغاني الأطفال والأغاني الشعبية والعروض المسرحية والقصص التي يشيع أن يقصّها الآباء على أبنائهم. يلعب القصّاصون من البدو الذين يجوبون المعابد والأسواق والبلاطات دورًا كبيرًا في زرع التراثات الشفهية في الناس، مشفوعةً عادةً بالموسيقا وبأشكال أخرى من الشعر والنثر. تُدمَج التقاليد الشفهية عادةً بالقيم الأخلاقية، وتحوي بعضُها قصصًا عن حيوانات تتكلم.

### الموسيقا الشعبية (لاغو راكيات)
يبدو أن أشيَع الموروثات الشفهية في المجتمع الملاوي، هي الموروثات التي على شكل موسيقى. تُغنَّى الأغاني والمعزوفات العتيقة مرارًا على وتيرة منتظمة في الاحتفالات مثل الأعراس والاحتفالات بالأمومة والولادة، والطقوس الانتقالية والاحتفالات الثقافية أو الدينية. تستعمل هذه الأغاني أيضًا لوظائف شعائرية موسمية في الأعراس الملكية وفي طقوس التتويج وفي احتفالات الولادة الملكية، وتكون وقتها موسيقا بلاطية أنقى وأشدّ تهذيبًا.
قد تختص كل منطقة أو كل ولاية بروايات مختلفة من الموروث الشفهي ولكن أشهر هذه الموروثات ما كان في شكل غناء شعبي أو لاغو راكيات. ويمكن أن يُسمَع الغزل المتأثر بالشرق الأوسط في ولاية جوهور جنوب ماليزيا، ولا سيما في مقاطعة موار. ينشد الشعراء والمغنون الذين معظمهم من الإناث وقد يكون فيهم بعض الذكور قصائد الحب والأحاجي على طريفة الفنتون للعازفين الذين يعزفون موسيقا مؤلفة للعود العربي سداسي الأوتار، والطبلة الهندية، والكمان الغربي، والأكورديون والماراكا.
تغنى أشكال من أغاني الأطفال والتهليلات أيضًا في الأعراس والاحتفالات الثقافية في ميلاكا، إذ يغنيها الملاويون والبيراناكيون الذين يتكلمون الملاوية. معظم محتوى الأغاني متعلق بنصائح عن الحب والحياة والزواج، وتسمى هذه الأغاني عند الملاويين دوندانغ سايانغ، أي «أغنية الحب».
في كل واحدة من هذه الأغاني الشعبية رسائل وقصص تروى، وهو نوع من التحويل الإعلامي للحكمة من الكبار إلى الصغار في هيئة شعر قد يشمل أيًّا من التالي:
- الفنتون، وهي قصيدة لها أربعة مقاطع، لكل اثنين منهما قافية واحدة
- السياير، وهي قصيدة لها أربعة مقاطع أيضًا، تقفَّى كلها قافية واحدة
- السيلوكا، وهي قصيدة تشبه الفنتون
- المدح، وهو نوع من الكلام المقفى، وخطاب من خلال الشعر
- الغوريندام، وهو شعر مضبوط على الموسيقا

### الأغاني الشعبية
يضم الموروث الملاوي الشفهي مجموعة كبيرة من الأغاني الشعبية. كثير من هذه الأغاني هي قصص منسوجة في نسج الشعر أو الكلام المقفى البسيط. لم تزل هذه الأغاني تغنى إلى اليوم، ومنها مقدار كبير تشمله ألبومات المغنين المعاصرين، ويكون ذلك عادةً مع ارتجالات في الموسيقا وترتيبات موسيقية أعقد لتناسب مُسايري العازفين والمغنين.
من الأغاني الشعبية الملاوية الشهيرة:
- أناك إتيك توك وي
- أبو كونو إه جانغ
- بونغا هوتان
- كان مالي كان
- داماك
- دي تانجونغ كاتونغ
- إويه بول
- إكان كيكيك
- إستانا بونيان
- إتيك غمبو غمبو
- جونغ إناي
- كينيك كينيك أودانغ
- كيتيبانغ بايونغ
- لانشانغ كيوننغ
- لونديه ماك لونديه
- ناك دارا ريندو
- نينيك سي بونغكوك تيغا
- سوريرام
- سري ميرسينغ
- تانجونغ بيوتيري
- تيودونغ بيريوك
- تومبوك كالانغ
- أوليك مايانغ
- واو بولان

ينتمي عدد من هذه الأغاني الشعبية إلى منطقة بعينها في جنوب شرق آسيا ويغنيه أهل هذه المنطقة. ولكن بفضل طبيعة التمازج والهجرات المتبادلة في هذه المناطق، فقد تسمع الأغاني الشعبية هذه في أماكن بعيدة عن مكانها الأصلي.